# Lục quân Đế quốc Đức
Lục quân Đế quốc Đức được đổi hướng đến đây. Để tìm hiểu các nghĩa khác, xem bài Lục quân Đế quốc La Mã Thần thánh và Lục quân Áo và Hungary trong Chiến tranh Napoléon
Lục quân Đức (Deutsches Heer) là tên gọi các lực lượng quân sự trên đất liền và trên không của Đế quốc Đức, còn được gọi là Lục quân Quốc gia (Reichsheer), Lục quân Đế quốc (Kaiserliches Heer hay Kaiserreichsheer) hoặc Lục quân Đế quốc Đức. Thuật ngữ "Deutsches Heer" cũng được dùng để chỉ Lục quân Đức – thành phần trên bộ của Quân đội Cộng hòa Liên bang Đức (Bundeswehr) hiện nay. Lục quân Đế quốc Đức ra đời khi Đế quốc Đức được thành lập năm 1871 và tồn tại cho đến năm 1919, sau khi Đế quốc Đức thua trận trong Chiến tranh thế giới thứ nhất. Lục quân Đức đã từng là lực lượng quân sự lớn mạnh nhất châu Âu.
Sau khi thua trận năm 1918, phần lớn quân đội đã xuất ngũ vì phải giảm lực lượng xuống còn 100.000 người do Hòa ước Versailles. Từ tàn dư của quân đội Đức và một số quân tình nguyện Reichswehr đã được thành lập.

## Sự hình thành
Các quốc gia tạo thành Đế chế Đức đã đóng góp quân đội của họ trong Bang liên Đức được thành lập sau Chiến tranh Napoléon, mỗi bang chịu trách nhiệm duy trì một số đơn vị nhất định để Liên minh xử lý trong trường hợp xảy ra xung đột. Khi hoạt động cùng nhau, các đơn vị được gọi là Quân đội Liên bang (Bundesheer). Hệ thống Quân đội Liên bang hoạt động trong các cuộc xung đột khác nhau của thế kỷ 19, chẳng hạn như Chiến tranh Schleswig lần thứ nhất từ 1848–50 nhưng vào thời điểm của Chiến tranh Schleswig lần thứ hai năm 1864, căng thẳng đã gia tăng giữa các cường quốc chính của liên minh, Đế quốc Áo và Vương quốc Phổ và Bang liên Đức bị giải thể sau Chiến tranh Áo-Phổ năm 1866.
Phổ thành lập Liên bang Bắc Đức và hiệp ước quy định việc duy trì Quân đội Liên bang và Hải quân Liên bang (Bundesmarine hoặc Bundeskriegsmarine). Các hiệp ước (một số sửa đổi sau đó) đã được ký kết giữa Liên minh Bắc Đức và các quốc gia thành viên, điều quân đội của họ cho quân đội Phổ trong thời gian chiến tranh và trao cho Quân đội Phổ quyền kiểm soát, đào tạo, giáo lý và trang bị.
Ngay sau khi Chiến tranh Pháp-Phổ bùng nổ năm 1870, Liên bang Bắc Đức cũng tham gia các công ước về các vấn đề quân sự với các quốc gia không phải là thành viên của liên minh, đó là Bayern , Württemberg và Baden. Thông qua các công ước này và Hiến pháp năm 1871 của Đế chế Đức, một Quân đội của Vương quốc (Reichsheer) đã được thành lập. Lực lượng dự phòng của các vương quốc Bayern, Sachsen và Württemberg vẫn bán tự trị, trong khi Quân đội Phổ nắm quyền kiểm soát gần như hoàn toàn đối với quân đội của các quốc gia khác của Đế chế. Các Hiến pháp của Đế quốc Đức ngày 16 tháng 4 năm 1871 đã thay đổi các tham chiếu trong Hiến pháp Bắc Đức từ Quân đội Liên bang thành Quân đội của Vương quốc (Reichsheer) hoặc Quân đội Đức (Deutsches Heer).
Sau năm 1871, quân đội thời bình của bốn vương quốc vẫn tương đối khác biệt. Thuật ngữ "Quân đội Đức" đã được sử dụng trong các văn bản luật khác nhau, chẳng hạn như Bộ luật Hình sự Quân sự, nhưng mặt khác, quân đội Phổ, Bayern, Sachsen và Württemberg vẫn duy trì những bản sắc riêng biệt. Mỗi vương quốc có Bộ Chiến tranh riêng, Bayern và Sachsen công bố danh sách cấp bậc và thâm niên riêng cho các sĩ quan của họ và danh sách Württemberg là một chương riêng của danh sách cấp bậc quân đội Phổ. Các đơn vị Württemberg và Sachsen được đánh số theo hệ thống của Phổ nhưng các đơn vị Bayern vẫn duy trì quân số riêng (Trung đoàn bộ binh Württemberg 2 là Trung đoàn bộ binh số 120 theo hệ thống của Phổ).

Chữ thập sắt là dấu hiệu nhận dạng cho máy bay của Đế chế Đức và Áo-Hung cũng như xe tăng trong Chiến tranh thế giới thứ nhất

## Chỉ huy
Các bài chi tiết: Bộ Tổng tham mưu Đức và Oberste Heeresleitung
Chỉ huy của Quân đội Đế quốc Đức là Đức hoàng. Ông được sự hỗ trợ của Nội các Quân đội và thực hiện kiểm soát thông qua các Bộ Chiến tranh Phổ và Tổng tham mưu Đức. Tổng tham mưu trưởng trở thành cố vấn quân sự chính của Kaiser và là nhân vật quân sự quyền lực nhất trong Đế quốc Đức. Bayern giữ Bộ Tham mưu và Chiến tranh của riêng mình, nhưng phối hợp lập kế hoạch với Bộ Tổng tham mưu Phổ. Sachsen cũng duy trì Bộ Chiến tranh của riêng mình và Bộ Chiến tranh Württemberg cũng tiếp tục tồn tại.
Bộ chỉ huy Quân đội Phổ đã được cải tổ sau những thất bại của Phổ trong Chiến tranh Napoléon. Thay vì chủ yếu dựa vào kỹ năng võ thuật của từng thành viên trong giới quý tộc Đức, những người thống trị ngành quân sự, Quân đội Phổ đã thiết lập những thay đổi để đảm bảo sự xuất sắc trong lãnh đạo, tổ chức và lập kế hoạch. Kết quả chính là hệ thống Bộ Tổng tham mưu đã tìm cách thể chế hóa sự xuất sắc của quân đội. Nó tìm cách xác định tài năng quân sự ở các cấp thấp hơn và phát triển nó một cách triệt để thông qua đào tạo học thuật và kinh nghiệm thực tế ở các cấp sư đoàn, quân đoàn và các cán bộ cấp trên, cho đến Bộ Tổng tham mưu, cơ quan kế hoạch cao cấp của quân đội. Nó cung cấp công việc lập kế hoạch và tổ chức trong thời bình và thời chiến. Bộ tham mưu Phổ, đã được chứng minh trong trận chiến trong các cuộc chiến thống nhất, trở thành Bộ Tổng tham mưu của Đức khi Đế chế Đức được thành lập, do Phổ giữ vai trò lãnh đạo trong Quân đội Đức.

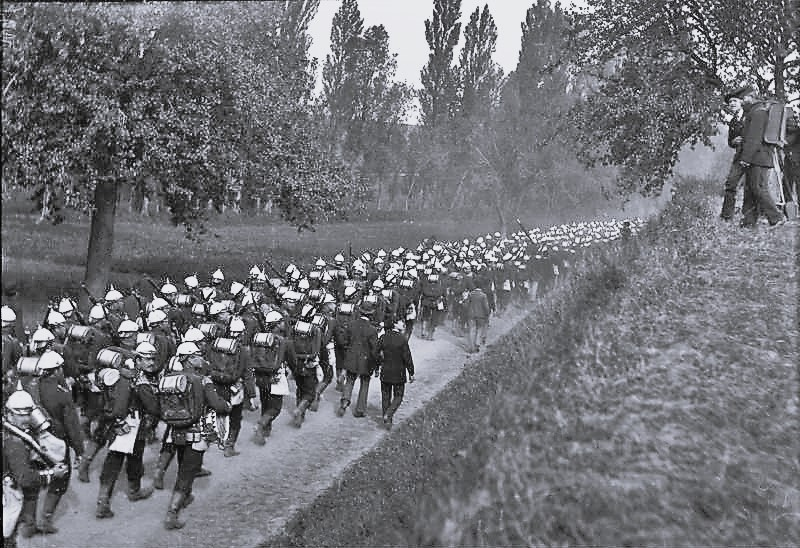
Cuộc tập trận ở Odenwald trong 1888

### Vai trò của quân đội trong các quyết định chính sách đối ngoại
Tại Đế quốc Đức, quan hệ ngoại giao là trách nhiệm của Thủ tướng và Bộ trưởng Ngoại giao của ông. Quân đội Đức đã báo cáo riêng với Hoàng đế, và ngày càng đóng vai trò quan trọng trong việc định hình chính sách đối ngoại khi các liên minh quân sự xuất hiện hoặc chiến tranh xảy ra. Về mặt ngoại giao, Đức sử dụng hệ thống tùy viên quân sự của Phổ gắn liền với các địa điểm ngoại giao, với các sĩ quan trẻ tài năng được giao nhiệm vụ đánh giá điểm mạnh, điểm yếu và khả năng quân sự của các quốc gia được giao nhiệm vụ. Họ sử dụng sự quan sát chặt chẽ, các cuộc trò chuyện và các đại lý được trả tiền để tạo ra các báo cáo chất lượng rất cao, mang lại lợi thế đáng kể cho các nhà hoạch định quân sự. Bộ tham mưu quân đội ngày càng hùng mạnh, làm giảm vai trò của Bộ trưởng Bộ Chiến tranh, và ngày càng khẳng định mình trong các quyết định chính sách đối ngoại.
Otto von Bismarck, Thủ tướng Hoàng gia 1871–1890 khó chịu vì sự can thiệp của quân đội vào các vấn đề chính sách đối ngoại - ví dụ, vào năm 1887, họ đã cố gắng thuyết phục Hoàng đế tuyên chiến với Nga, họ cũng khuyến khích Áo tấn công Nga. Bismarck không bao giờ kiểm soát quân đội nhưng ông ta đã phản đối kịch liệt và các nhà lãnh đạo quân đội đã rút lui. Năm 1905, khi vụ Maroc đang gây chấn động chính trị quốc tế, Tổng tham mưu trưởng Alfred von Schlieffen đã kêu gọi một cuộc chiến chống lại Pháp. Vào một thời điểm quan trọng trong cuộc khủng hoảng tháng Bảy năm 1914, Helmuth von Moltke, tổng tham mưu trưởng, khuyên người đồng cấp của mình ở Áo vận động chống lại Nga ngay lập tức, mà không nói với Hoàng đế hoặc thủ tướng. Trong Chiến tranh thế giới thứ nhất, Thống chế Paul von Hindenburg ngày càng thiết lập chính sách đối ngoại, làm việc trực tiếp với Hoàng đế và thực sự định hình việc ra quyết định của ông khiến thủ tướng và các quan chức dân sự chìm trong bóng tối. Nhà sử học Gordon A. Craig nói rằng "các quyết định quan trọng vào năm 1914 được đưa ra bởi những người lính và khi đưa ra chúng, họ đã thể hiện sự coi thường gần như hoàn toàn đối với các cân nhắc chính trị."

### Tổng tham mưu trưởng Đức (1871–1919)
- Helmuth von Moltke the Elder 7 tháng 10 năm 1857 - 10 tháng 8 năm 1888
- Alfred von Waldersee 10 tháng 8 năm 1888 - 7 tháng 2 năm 1891
- Alfred von Schlieffen ngày 7 tháng 2 năm 1891 - ngày 1 tháng 1 năm 1906
- Helmuth von Moltke the Younger 1 tháng 1 năm 1906 - 14 tháng 9 năm 1914
- Erich von Falkenhayn 14 tháng 9 năm 1914 - 29 tháng 8 năm 1916
- Paul von Hindenburg 29 tháng 8 năm 1916 - 3 tháng 7 năm 1919
- Wilhelm Groener 3 tháng 7 năm 1919 - 7 tháng 7 năm 1919
- Hans von Seeckt 7 tháng 7 năm 1919 - 15 tháng 7 năm 1919

## Biên chế

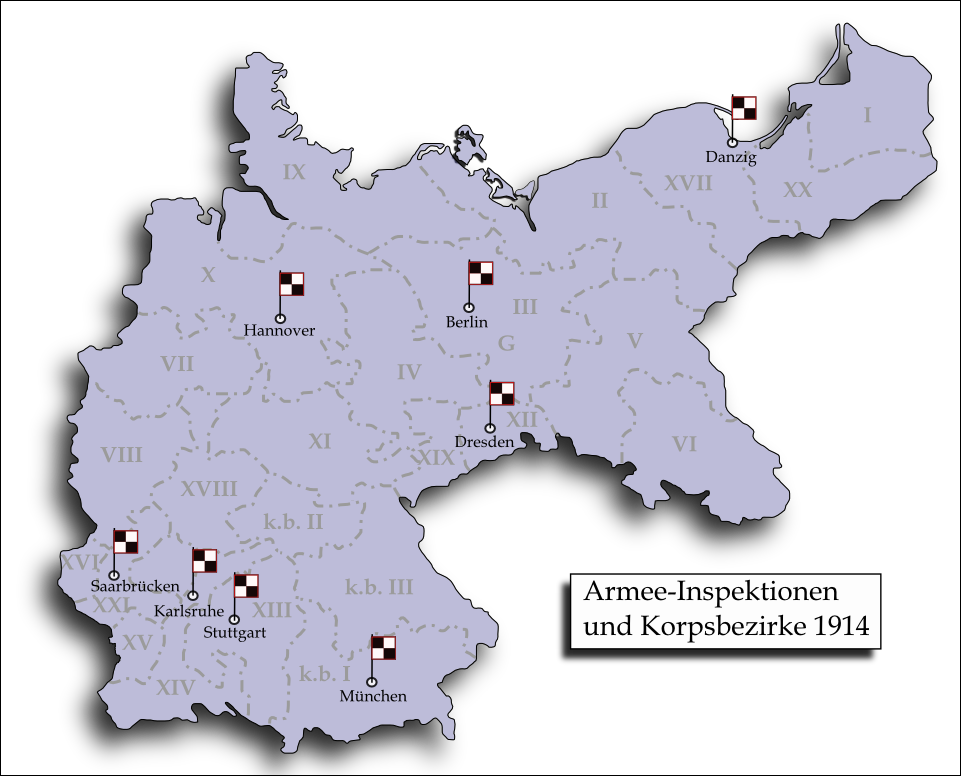
Thanh tra quân đội và các quân đoàn năm 1914

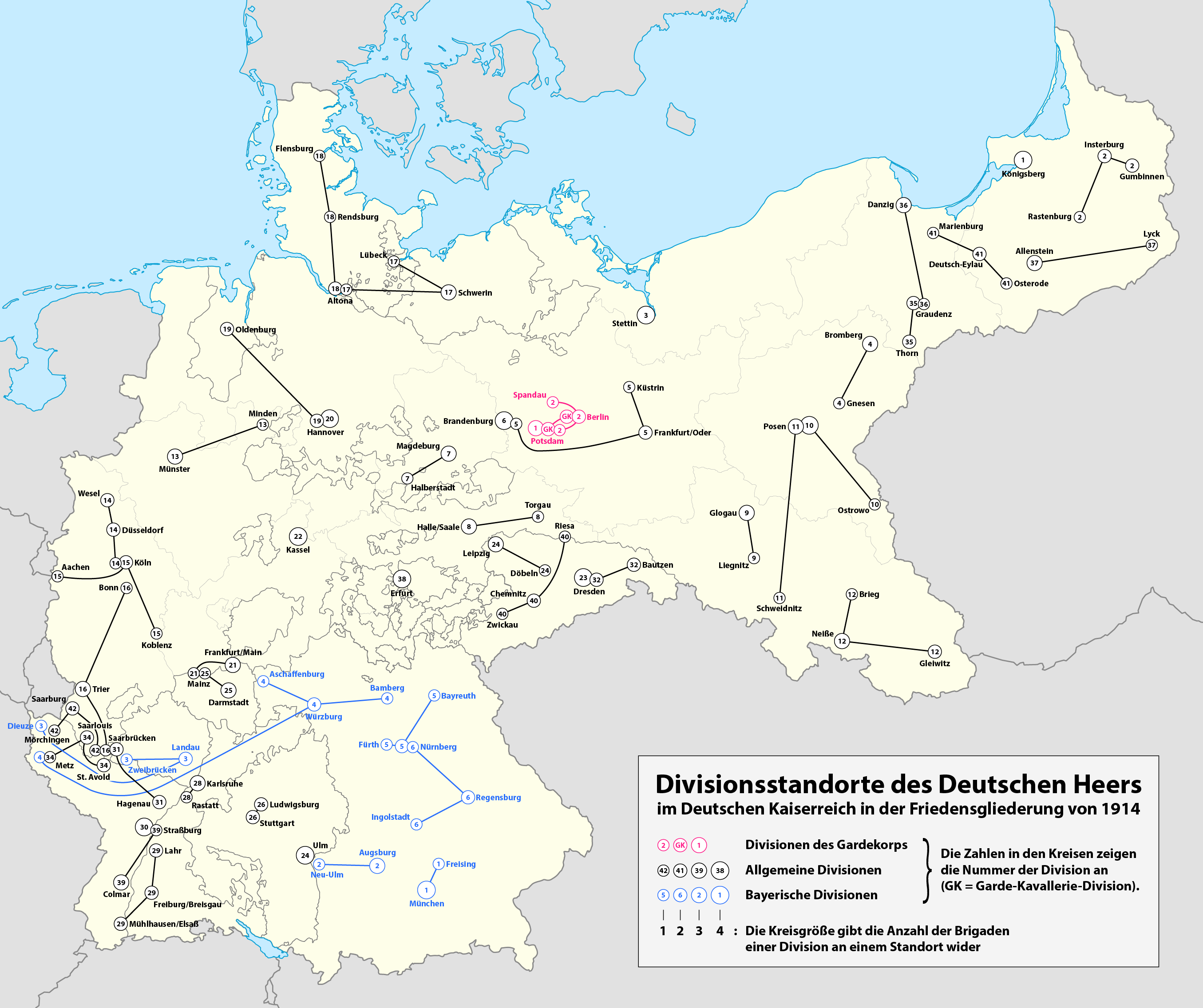
Vị trí các sư đoàn quân đức năm 1914

Đức hoàng (Kaiser) có toàn quyền kiểm soát các lực lượng vũ trang nhưng sử dụng một cơ cấu tổ chức rất phức tạp. Cơ cấu tổ chức cơ bản trong thời bình của Quân đội Đế quốc Đức là Thanh tra quân đội (Armee-Inspektion), quân đoàn (Armeekorps), sư đoàn và trung đoàn. Trong thời chiến, biên chế của các lực lượng thanh tra quân đội đã thành lập các ban chỉ huy quân đội dã chiến, kiểm soát các quân đoàn và các đơn vị trực thuộc. Trong Chiến tranh thế giới thứ nhất, một cấp chỉ huy cao hơn là cụm tập đoàn quân (Heeresgruppe) đã được tạo ra. Mỗi cụm tập đoàn quân kiểm soát một số tập đoàn quân dã chiến.

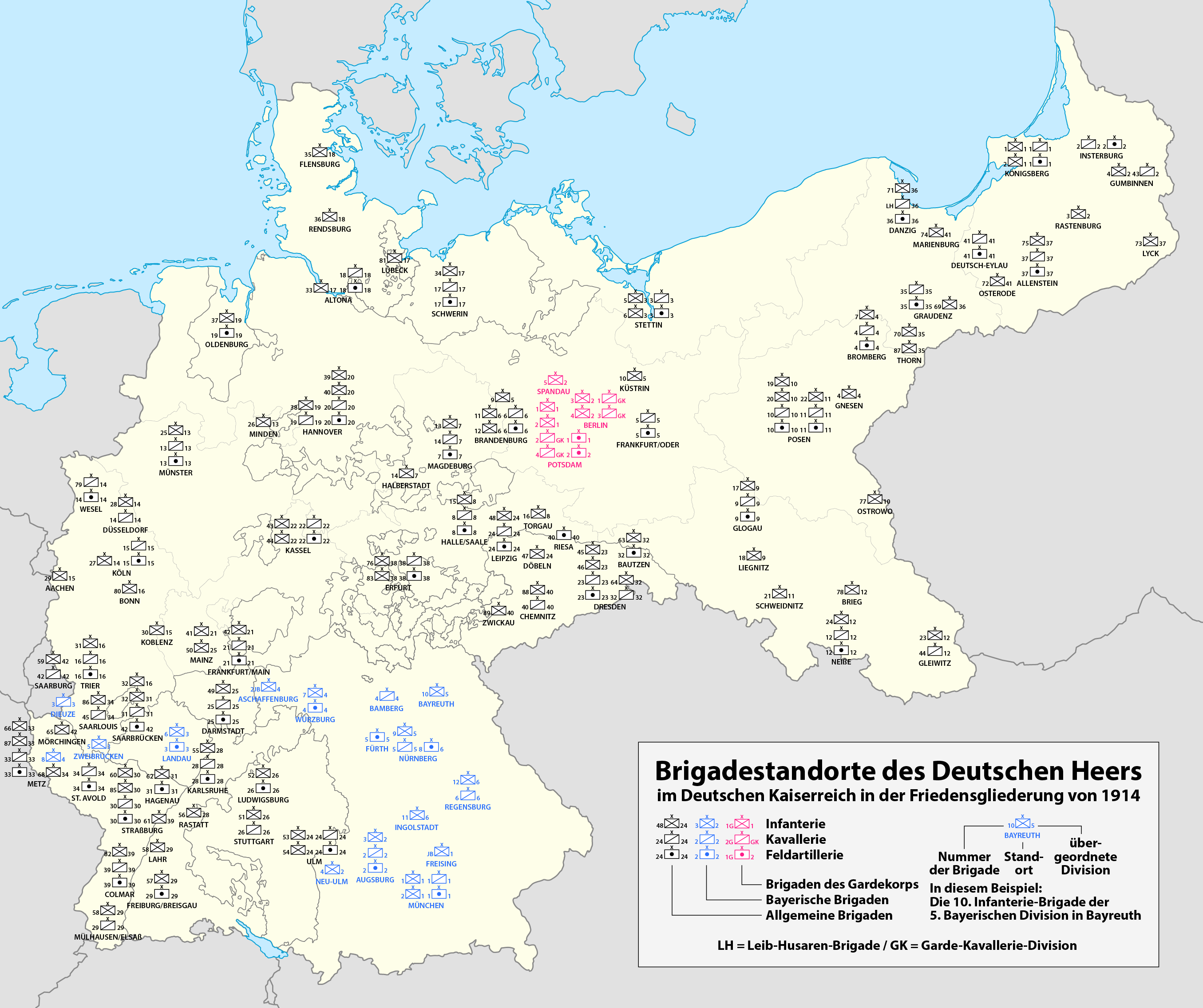
Vị trí các lữ đoàn của Đức năm 1914

### Thanh tra quân đội
Quân đội Đức được chia thành các cơ quan thanh tra quân đội, mỗi cơ quan giám sát ba hoặc bốn quân đoàn. Có 5 tập đoàn quân vào năm 1871, và 3 tập đoàn quân nữa được bổ sung từ năm 1907 đến năm 1913.
- Thanh tra quân đội I: Từ năm 1871 trụ sở chính tại Hanover, năm 1900 trụ sở chính tại Berlin, năm 1914 trụ sở chính tại Danzig, trở thành Tập đoàn quân số 8 (được tổng động viên ngày 2 tháng 8 năm 1914)
- Thanh tra quân đội II: Từ năm 1871 trụ sở chính tại Dresden, năm 1906 trụ sở chính tại Meiningen, năm 1914 trụ sở chính tại Berlin, trở thành Tập đoàn quân số 3 (được tổng động viên ngày 2 tháng 8 năm 1914)
- Thanh tra quân đội III:  Từ năm 1871 trụ sở chính tại Darmstadt, năm 1906 trụ sở chính tại Hannover, trở thành Tập đoàn quân số 2 (được tổng động viên ngày 2 tháng 8 năm 1914)
- Thanh tra quân đội IV: Từ năm 1871 trụ sở chính tại Berlin, năm 1906 trụ sở chính tại Munich, trở thành Tập đoàn quân số 6 (được tổng động viên ngày 2 tháng 8 năm 1914)
- Thanh tra quân đội V: Trụ sở chính tại Karlsruhe, trở thành Tập đoàn quân số 7 (được tổng động viên ngày 2 tháng 8 năm 1914)
- Thanh tra quân đội VI: Trụ sở chính tại Stuttgart, trở thành Tập đoàn quân số 4 (được tổng động viên ngày 2 tháng 8 năm 1914)
- Thanh tra quân đội VII: Trụ sở chính tại Saarbrücken, trở thành Tập đoàn quân số 5 (được tổng động viên ngày 2 tháng 8 năm 1914)
- Thanh tra quân đội VIII: Trụ sở chính tại Berlin, trở thành Tập đoàn quân số 1 (được tổng động viên ngày 2 tháng 8 năm 1914)

Ngoài ra, từ năm 1898 còn có Thanh tra kỵ binh, tuy nhiên, các lữ đoàn kỵ binh không trực thuộc các sư đoàn.
- Tổng thanh tra kỵ binh: Trụ sở chính tại Berlin
- Thanh tra kỵ binh I: Trụ sở chính tại Koenigsberg
- Thanh tra kỵ binh II: Trụ sở chính tại Szczecin
- Thanh tra kỵ binh III: Trụ sở chính tại Münster
- Thanh tra kỵ binh IV: Trụ sở chính tại Saarbrücken

### Quân đoàn
Quân đoàn (Armeekorps) bao gồm hai hoặc nhiều sư đoàn và nhiều quân yểm trợ khác nhau, bao phủ một khu vực địa lý. Quân đoàn cũng chịu trách nhiệm duy trì lực lượng dự bị và Landwehr trong khu vực quân đoàn. Đến năm 1914, có 21 quân đoàn thuộc quyền quản lý của Phổ, ba quân đoàn Bayern, hai quân đoàn Sachsen và một quân đoàn Württemberg. Tổng sức mạnh của một quân đoàn là 1554 sĩ quan, 43.317 người, 16.934 ngựa và 2933 phương tiện. Bên cạnh quân đoàn khu vực còn có Quân đoàn cận vệ (Gardecorps), lực lượng này kiểm soát các đơn vị Vệ binh tinh nhuệ của Phổ. Một quân đoàn thường bao gồm một tiểu đoàn bộ binh hạng nhẹ (Jäger), một tiểu đoàn pháo binh hạng nặng (Fußartillerie), một tiểu đoàn công binh, một tiểu đoàn điện báo và một tiểu đoàn vận tải. Một số khu vực quân đoàn cũng bố trí quân đội đóng trong đồn lủy, mỗi quân đoàn trong số 25 quân đoàn có một Đơn vị không quân (Feldflieger Abteilung) trực thuộc nó thường được trang bị sáu máy bay quan sát hai chỗ ngồi không vũ trang hạng "A" hoặc "B".
Trong thời chiến, quân đoàn đã trở thành một đội hình chiến thuật cơ động và bốn Höhere Kavallerie-Kommando (Bộ tư lệnh kỵ binh cao hơn) được thành lập từ Thanh tra kỵ binh, tương đương với quân đoàn, được tạo thành từ hai sư đoàn kỵ binh.
Các khu vực trước đây do quân đoàn bao phủ, mỗi khu vực trở thành trách nhiệm của một Wehrkreis (Quân khu, đôi khi được dịch là Khu vực quân đoàn). Các Quân khu có trách nhiệm giám sát việc huấn luyện, nhập ngũ của quân nhân dự bị và tân binh. Ban đầu mỗi Quân khu được liên kết với một quân đoàn, do đó quân khu tiếp quản khu vực mà quân đoàn chịu trách nhiệm và gửi những người thay thế vào cùng một đội hình. Mười sáu Quân đoàn Dự bị đầu tiên được nâng lên cũng theo mô hình tương tự, quân đoàn dự bị (Reserve-Korps) được tạo thành từ những người dự bị từ cùng khu vực với quân đoàn (Armeekorps). Tuy nhiên, những liên kết giữa các khu vực hậu phương và các đơn vị tiền tuyến đã bị phá vỡ khi chiến tranh tiếp diễn và các quân đoàn sau đó được tăng cường với quân đội từ khắp nước Đức.

### Sư đoàn
Các sư đoàn thường bao gồm hai lữ đoàn bộ binh với hai trung đoàn, một lữ đoàn kỵ binh với hai trung đoàn kỵ binh và một lữ đoàn pháo binh với hai trung đoàn.
Một trong các sư đoàn trong một khu vực quân đoàn thường cũng quản lý đơn vị Landwehr của quân đoàn (Landwehrbezirk). Năm 1914, bên cạnh Quân đoàn cận vệ (hai sư đoàn cận vệ và một sư đoàn kỵ binh cận vệ), còn có 42 sư đoàn chính quy trong Quân đội Phổ (bao gồm bốn sư đoàn Sachsen và hai sư đoàn Württemberg), và sáu sư đoàn trong Quân đội Bayern.
Các sư đoàn này đều được huy động vào tháng 8 năm 1914. Chúng được tổ chức lại, tiếp nhận các đại đội công binh và các đơn vị hỗ trợ khác từ quân đoàn của họ và từ bỏ phần lớn kỵ binh của mình để thành lập các sư đoàn kỵ binh. Các sư đoàn dự bị cũng được thành lập, các lữ đoàn Landwehr được tổng hợp thành các sư đoàn, và các sư đoàn khác được hình thành từ các đơn vị thay thế (Ersatz). Khi Chiến tranh Thế giới thứ nhất diễn ra, các sư đoàn bổ sung được thành lập và khi kết thúc chiến tranh, 251 sư đoàn đã được thành lập hoặc cải tổ trong cơ cấu của Quân đội Đức.

### Trung đoàn
Các trung đoàn là đơn vị chiến đấu cơ bản cũng như các cơ sở tuyển dụng cho những người lính. Khi được giới thiệu, một người lính gia nhập một trung đoàn, thường là thông qua tiểu đoàn thay thế hoặc tiểu đoàn huấn luyện của nó, và được đào tạo cơ bản. Có ba loại trung đoàn cơ bản: bộ binh, kỵ binh và pháo binh. Các chuyên ngành khác, chẳng hạn như lính tiên phong (kỹ sư chiến đấu) và lính tín hiệu, được tổ chức thành các đơn vị hỗ trợ nhỏ hơn. Các trung đoàn cũng mang truyền thống của quân đội, trong nhiều trường hợp kéo dài từ thế kỷ 17 và 18. Sau Thế chiến thứ nhất, truyền thống trung đoàn được tiếp tục ở Reichswehr và người kế nhiệm của nó, Wehrmacht , nhưng chuỗi truyền thống đã bị phá vỡ vào năm 1945 do các đơn vị Tây Đức và Đông Đức không tiếp tục truyền thống trước năm 1945.
Mỗi trung đoàn bộ binh của Đế quốc Đức có các đơn vị sở chỉ huy, ba tiểu đoàn và một tiểu đoàn huấn luyện được giao cho kho trung đoàn. Các trung đoàn kỵ binh, dã chiến và pháo binh cũng được tổ chức tương tự.

### Lực lượng dự bị
Đế quốc Đức được thành lập bởi 38 công quốc và vương quốc, mỗi nước đều có truyền thống chiến tranh. Mặc dù quân đội mới của Đế quốc Đức thống nhất trên danh nghĩa là "người Đức", nhưng nó được hình thành từ các đội quân quốc gia riêng biệt hoạt động tự chủ:
Quân đội Hoàng gia Sachsen ... là quân đội quốc gia của Vương quốc Sachsen, một trong bốn bang của Đế quốc Đức giữ lại lực lượng vũ trang của riêng mình. - Lucas & Schmieschek tr. 8 (2015)
Tuy nhiên, trong thời kỳ chiến tranh, tất cả những người này sẽ cam kết trung thành với Kaiser và nước Đức. Tuy nhiên, họ vẫn khác biệt về mặt tổ chức, có thể tự thành lập các đơn vị của riêng mình mà không cần sự trợ giúp từ Phổ. Trong một trường hợp, Freiherr von Sonden (từ Württemberg) đã có thể "gửi một yêu cầu khá hợp pháp trực tiếp đến Bộ Chiến tranh ở Stuttgart về việc nâng cấp một trung đoàn pháo binh mới". 
Các trung đoàn và đơn vị từ các thành phần riêng biệt cũng được thành lập tại địa phương và thường được đánh số độc lập với nhau - ví dụ, có (trong số những đơn vị khác) cả Trung đoàn Bộ binh số 1 Bayern và Trung đoàn Bộ binh số 1 Württemberg.

### Quân số
| Năm     | 1875    | 1888    | 1891    | 1893    | 1899    | 1902    | 1906    | 1908    | 1911    | 1913    | 1914    |
| ------- | ------- | ------- | ------- | ------- | ------- | ------- | ------- | ------- | ------- | ------- | ------- |
| Quân số | 420.000 | 487.000 | 507.000 | 580.000 | 591.000 | 605.000 | 610.000 | 613.000 | 617.000 | 663.000 | 794.000 |

## Các loại quân chủng
Ngoài các nhánh binh chủng cổ điển trước đây là bộ binh, kỵ binh và pháo binh, các nhánh binh chủng mới xuất hiện do sự phát triển kỹ thuật, một phần thông qua việc mở rộng các đơn vị nhỏ hơn hiện có trước đây (công binh, vậ tải), một phần thông qua việc sử dụng các thiết bị kỹ thuật và ứng dụng mới bằng cách quân đội.

## Cơ sở công nghiệp
Đức chiếm 12% sản lượng công nghiệp toàn cầu vào năm 1914, là cơ sở công nghiệp lớn nhất ở Lục địa Châu Âu, chỉ sau Anh (18% sản lượng công nghiệp) và Mỹ (22% sản lượng công nghiệp). Lục quân đã hợp tác chặt chẽ với các ngành công nghiệp, đặc biệt là trong Thế chiến, đặc biệt tập trung vào ngành công nghiệp máy bay đang thay đổi rất nhanh. Quân đội định giá và miễn giảm lao động, điều tiết việc cung cấp tín dụng và nguyên liệu thô, hạn chế quyền bằng sáng chế để cho phép cấp phép chéo giữa các công ty và quản lý có giám sát các mối quan hệ lao động. Kết quả là sự phát triển rất nhanh chóng và sản lượng máy bay chất lượng cao, cũng như mức lương cao đã thu hút những thợ máy giỏi nhất. Ngoài máy bay, quy định của Lục quân đối với phần còn lại của nền kinh tế thời chiến là không hiệu quả.

## Không quân
Các Deutsche Luftstreitkräfte , được biết đến trước tháng 10 năm 1916 như Die Fliegertruppen des Deutschen Kaiserreiches (Quân đoàn không quân của Đế quốc Đức), là lực lượng không quân trên bộ của Quân đội Đức trong Thế chiến thứ nhất (1914-1918). Mặc dù tên của nó thực sự có nghĩa rất gần với "Lực lượng Không quân Đức", nó vẫn là một phần không thể thiếu của Quân đội Đức trong suốt thời gian chiến tranh. Các Kaiserliche Marine (lực lượng hải quân của Đế quốc Đức) đã có riêng của họ Marine-Fliegerabteilung (lực lượng không lực hải quân), ngoài các Luftstreitkräfte của quân đội.

## Vũ khí và trang bị
Trang bị cho bộ binh bao gồm Gewehr 88, sau này là Gewehr 98, cả hai đều là đạn 7,92 × 57 mm, Gewehr 88 đã không chứng tỏ được sức mạnh và nhanh chóng bị thay thế bởi Gewehr 98, biến thể của nó trong phiên bản carbine được sử dụng làm vũ khí trang bị chính là Karabiner 98k và lưỡi lê trong Chiến tranh thế giới thứ hai.
Trong kỵ binh, thay vì súng trường, có kỵ binh Karabiner 88 hoặc Karabiner 98 và kiếm. Cây thương cũng đã được sử dụng.

## Quân kỳ

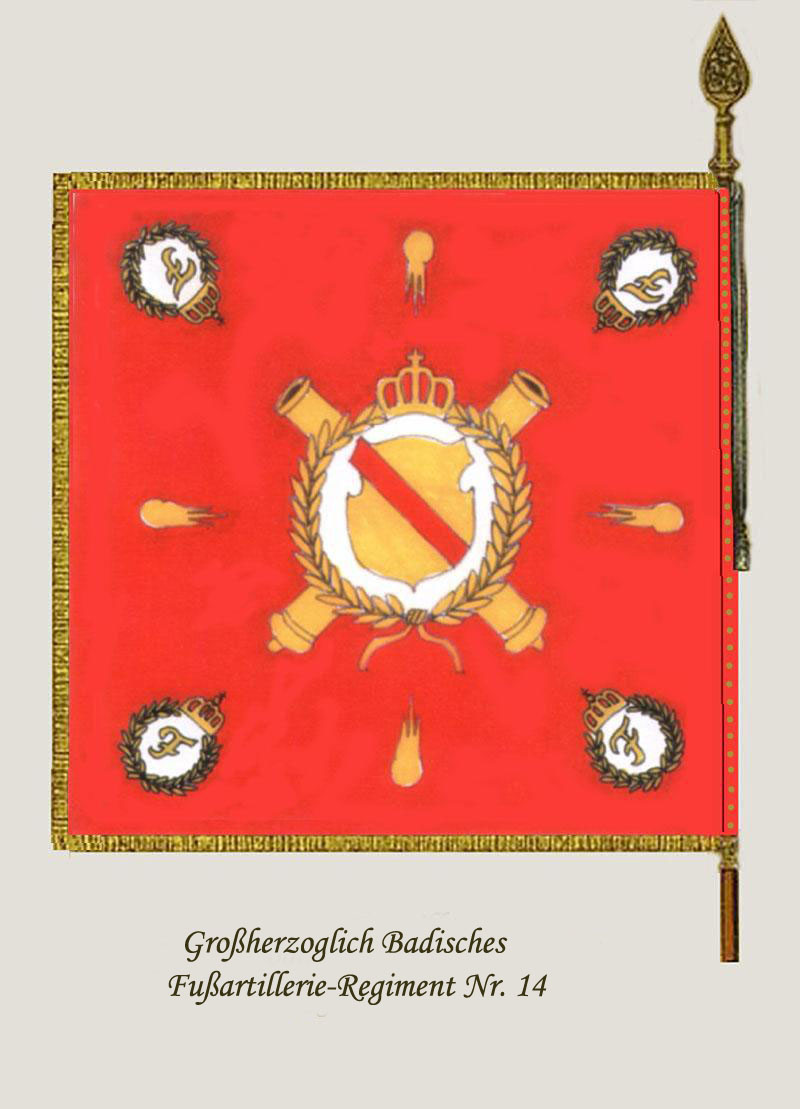
Trung đoàn pháo binh dã chiến số 14 ở Strasbourg
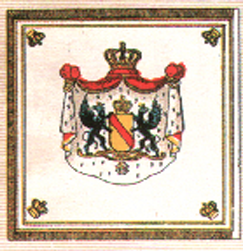
Quân kỳ quân đội Baden
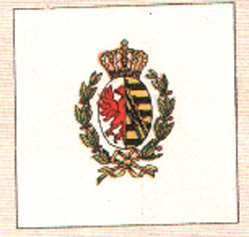
Trung đoàn bộ binh Anhalt số 93
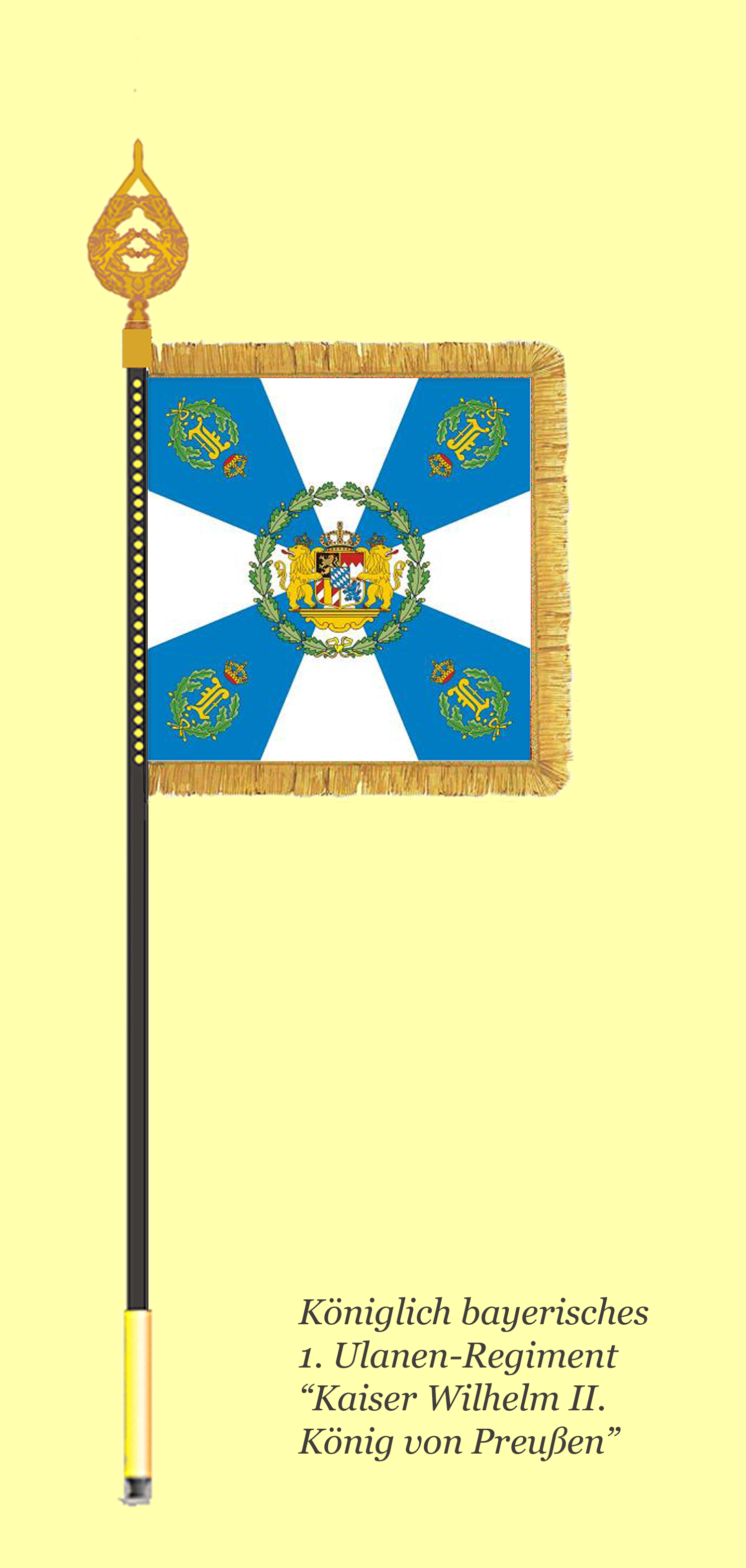
Quân kỳ quân đội Hoàng Gia Bayern
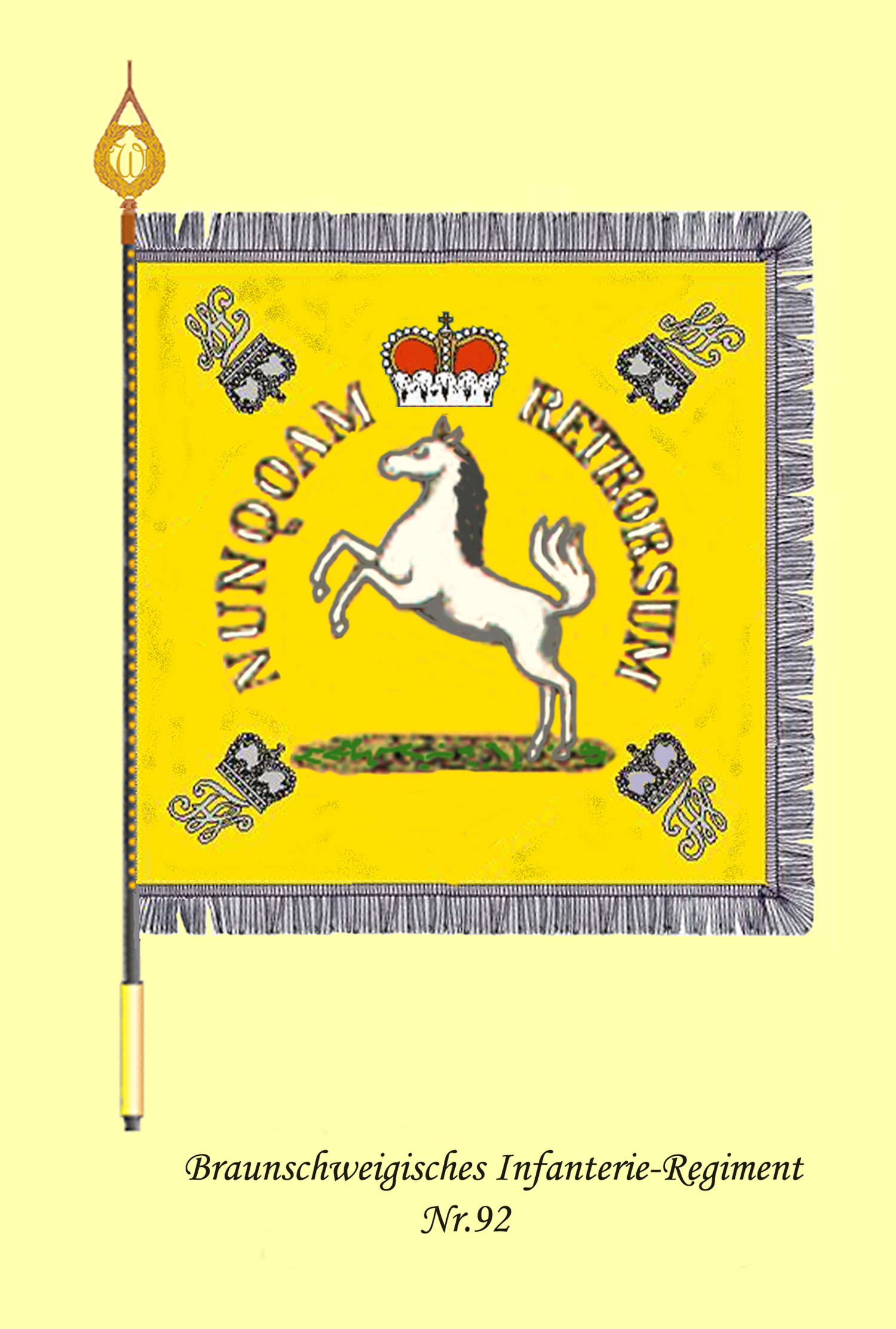
Trung đoàn bộ binh công tước Brunswick số 92
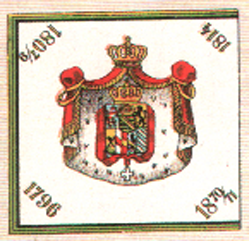
Trung đoàn bộ binh Đại Công tước Sachsen số 94
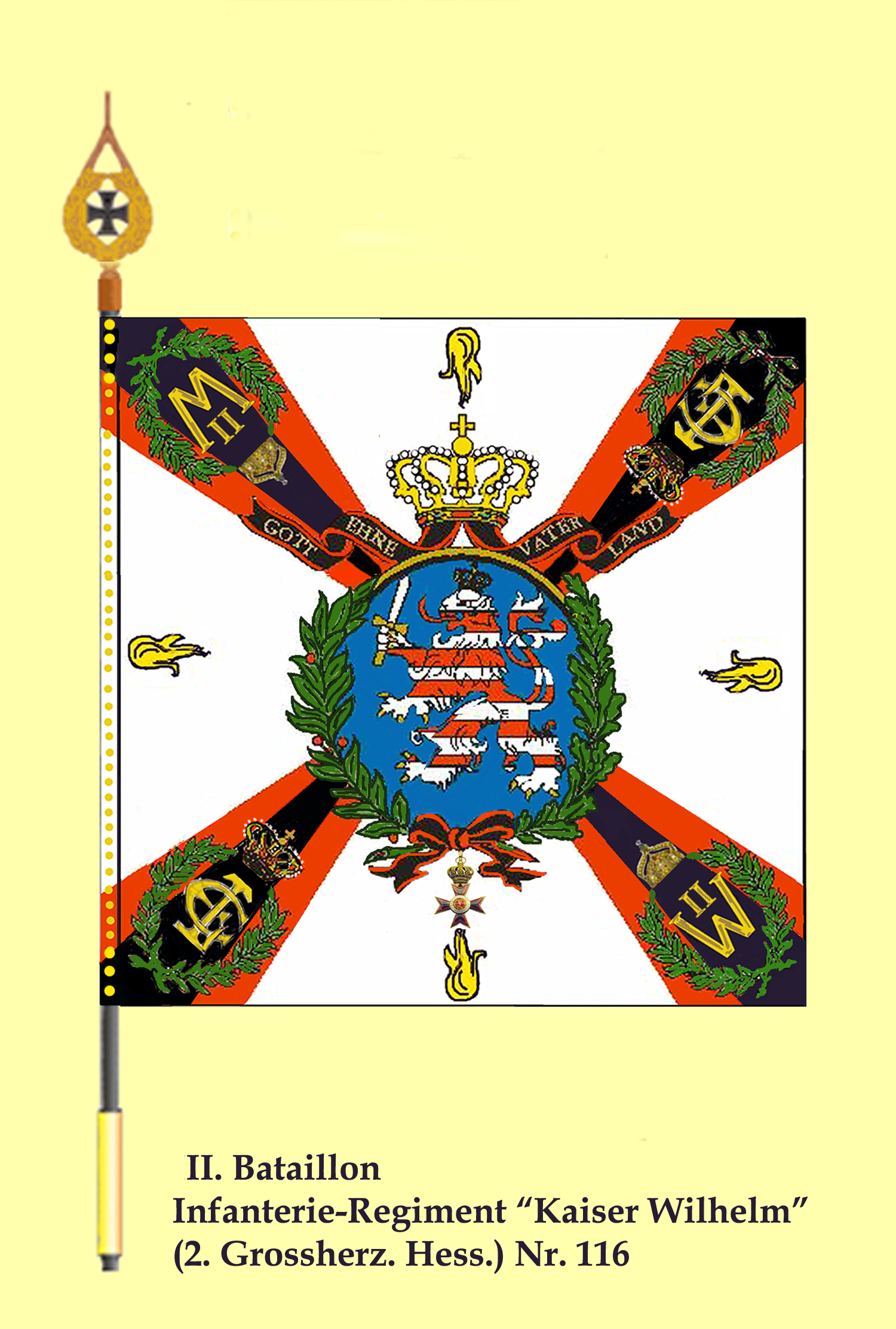
Quân kỳ quân đội Hessen
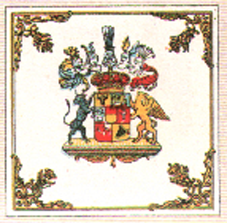
Quân kỳ quân đội Mecklenburg
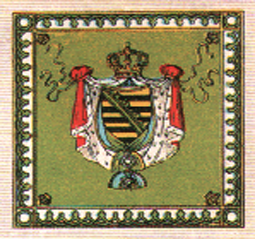
Quân kỳ quân đội Hoàng Gia Sachsen
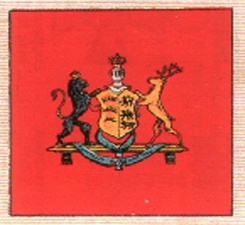
Quân kỳ quân đội Hoàng Gia Württemberg
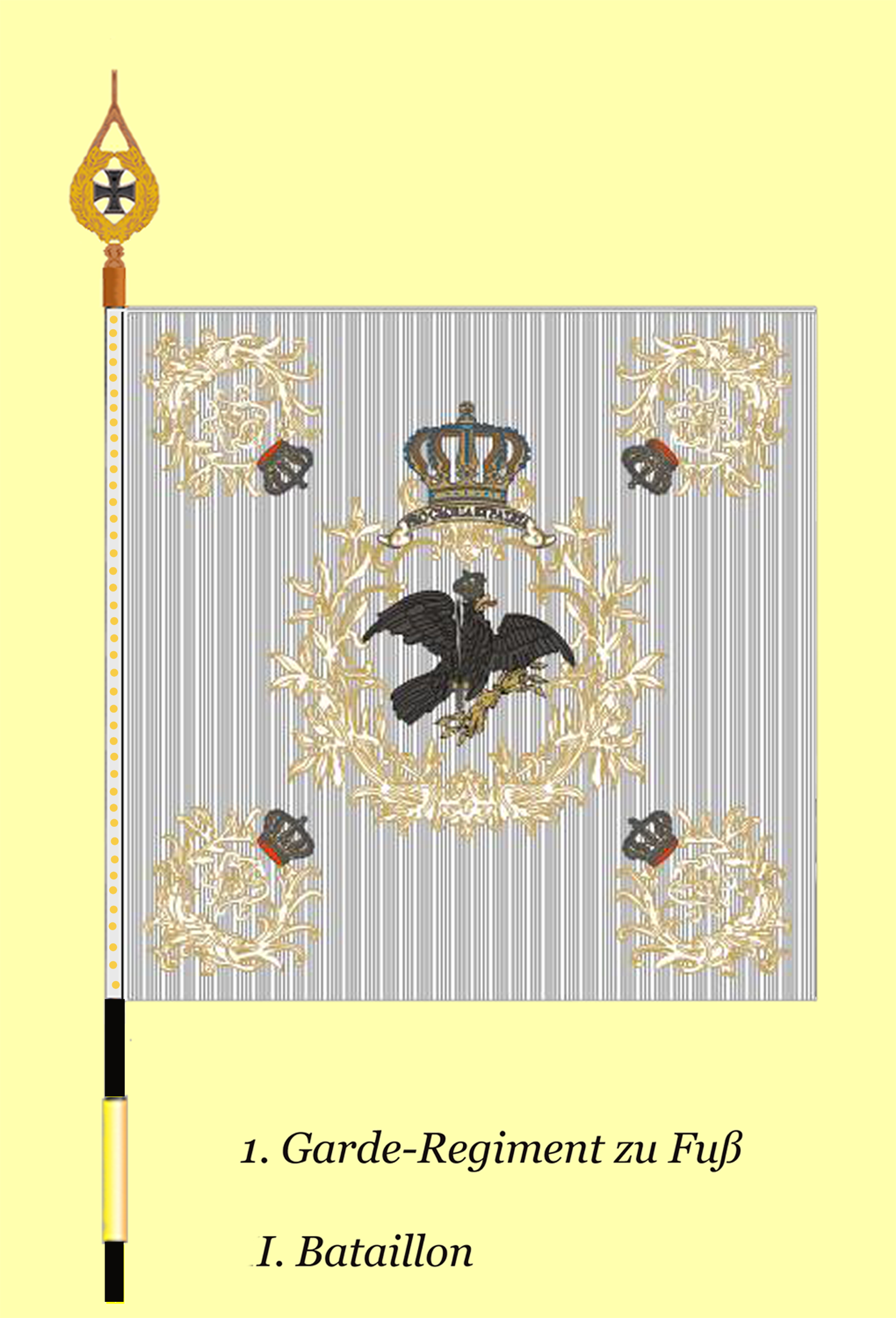
Vệ binh Hoàng Gia Phổ
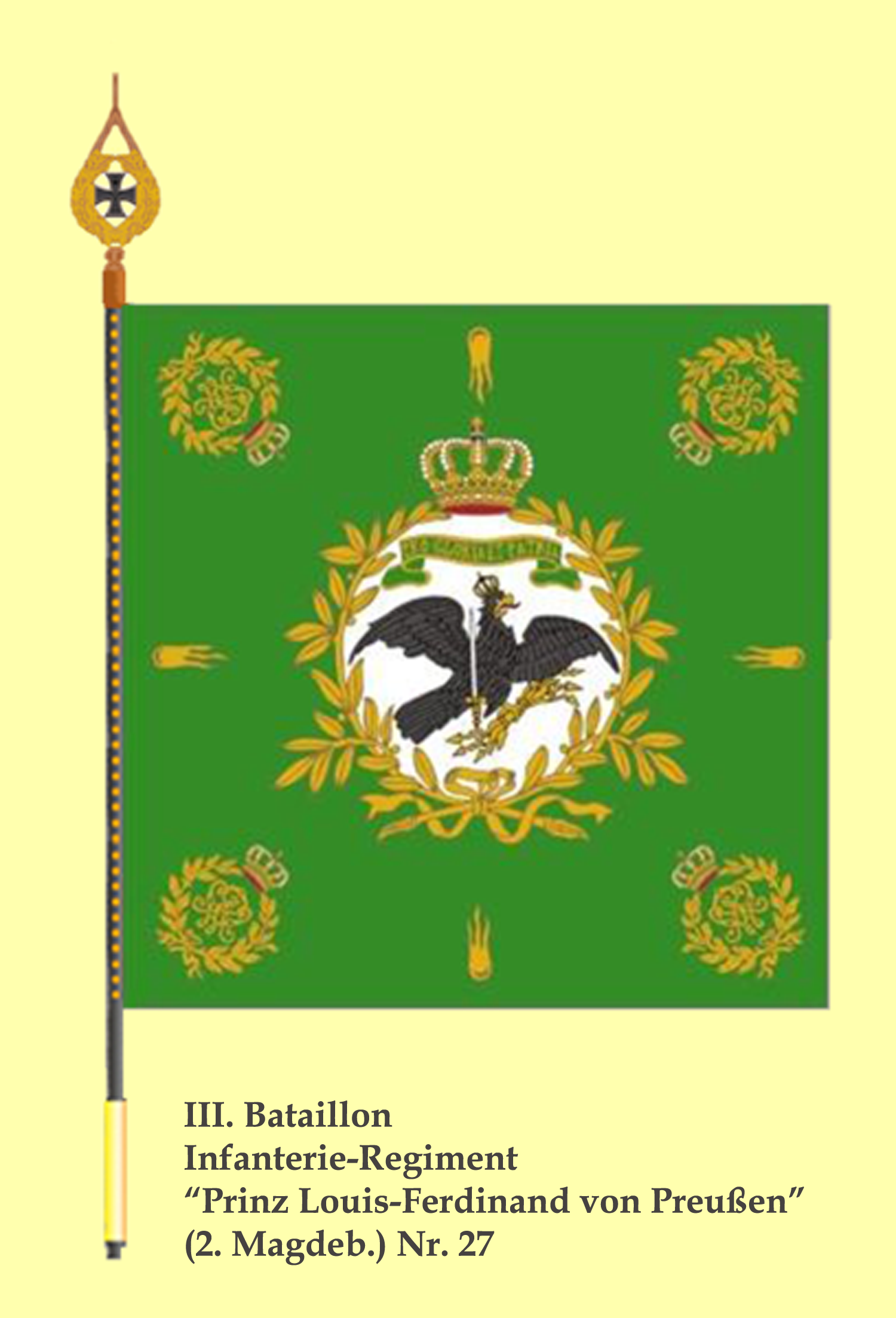
Bộ binh Hoàng Gia Phổ
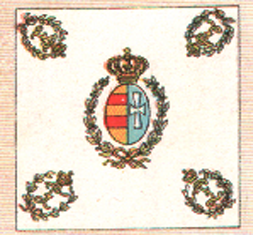
Quân kỳ quân đội Oldenburg